# شعب نغاناسان

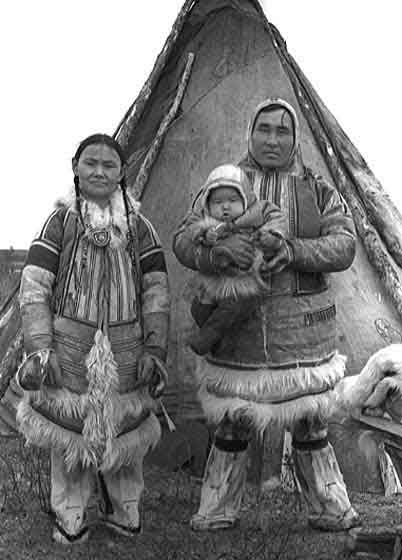

شعب نغاناسان هو شعب سامودي أصليّ يقطن شبه جزيرة تايميار في شمال سيبيريا. في روسيا الاتحادية، يُعترف بشعب نغاناسان كأحد الشعوب الأصلية في الشمال الروسي. يقطن النغاناسانيون، على نحو رئيسي، في مستوطنات أوست أفام، وفولوتشانكا، ونوفايا في منطقة تيميرسكى دولغانو نينيتسكي في كراسنويارسك كراي، ويقطن عدد أقل في مدينتي دودينكا ونوريلسك أيضًا.
يُعتقد أن النغاناسانيين ينحدرون من شعوب سيبيريا القديمة التي اندمجت ثقافيًا في أوساط مختلف الشعوب السامودية. كان النغاناسانيون، على نحو تقليدي، شعبًا شبه بدوي، وكان مصدر قوته الرئيسي صيد الرنة البرية، وذلك على العكس من شعب النينيتس الذي كان يرعى الرنة. ابتداء من أوائل القرن السابع عشر، أُخضع النغاناسانيون لنظام ضريبة الياساك في روسيا القيصرية. عاشوا على نحو مستقل نسبيًا، حتى سبعينيات القرن العشرين، عندما استقروا في القرى التي يعيشون فيها اليوم، والتي تقع عند الأطراف الجنوبية للطرق البدوية التاريخية لنغاناسان.
ليس ثمة ما يؤكد العدد الدقيق للنغاناسانيين الذين يعيشون في روسيا اليوم. أحصى التعداد السكاني الروسي لعام 2002، عدد 862 نغاناساني يعيشون في روسيا، منهم 766 عاشوا في الاتحاد السوفيتي السابق. غير أن الذين يدرسون شعب نغاناسان يقدِّرون عدد سكانهم بنحو 1,000 نسمة. تاريخيًا، كانت اللغة النغاناسانية وروسية تايميار بيدغين، هما اللغتين الوحيدتين اللتين يتكلمهما النغاناسانيون، ولكن مع ازدياد التعليم واستقرار القرى، أصبحت اللغة الروسية اللغة الأولى لكثير من النغاناسانيين. يعيش بعض النغاناسانيين في قرى تسكنها أغلبية من الدولغان، مثل أوست أفام. تُعتبر لغة النغاناسان مهددة بالانقراض على نحو خطير، ويُقدَّر أن ما لا يزيد على 500 شخص من النغاناسانيين يمكنهم التحدث باللغة النغاناسانية، ولكن إتقان هذه اللغة محدود للغاية، بين أولئك الذين يبلغون من العمر ثمانية عشر عامًا وأقل.

## نبذة تاريخية

### الأصول
يعتبر معظم الإثنوغرافيين، الذين يدرسون شعب نغاناسان، بأن النغاناسانيين نشأوا كمجموعة إثنية، عندما هاجرت الشعوب السامودية من الجنوب إلى شبه جزيرة تايميار، وصادفت شعوبًا سيبيرية قديمة يعيشون هناك، ثم اندمجوا في ثقافتهم. تزاوجت مجموعة من السامويديين مع الشعوب السيبيرية القديمة، التي تعيش بين نهري تاز وينسي، مكونة مجموعة يشير إليها الإثنوڠرافي السوفياتي بي. أو. دولجيخ باسم الغربان السامودية. تزاوجت مجموعة أخرى مع شعوب سيبيرية قديمة، تقطن في حوض نهر بياسينا، مكونة مجموعة تُدعى بالنسور السامودية. في وقت لاحق، هاجرت مجموعة من التونغوسيين إلى المنطقة القريبة من بحيرة بياسينو ونهر أفام، حيث جرى اندماجهم في الثقافة السامودية، وشكلوا مجموعة جديدة تسمى التايدر. كان هناك مجموعة أخرى من التونغوسيين تسمى التافغ، الذين عاشوا على طول أحواض نهري خاتنغو وأنابار، والتقوا بالشعوب السامودية سالفة الذكر، واستوعبوا لغتهم وصنعوا لهجة تافغية سامودية خاصة بهم. من المعروف أن أسلاف النغاناسانيين سكنوا في السابق منطقة تقع إلى الجنوب البعيد من ديوان مدينة مانغازيا، الذي يورد ضريبة الياساك (ضريبة على الفرو)، وقد سددها النغاناسانيون من فرو حيوان السمور، وهو حيوان لا يسكن التندرا التي يعيش فيها النغاناسانيون اليوم.
بحلول منتصف القرن السابع عشر، بدأ التونغوسيون بدفع الساموديين شمالًا، نحو تندرا شبه جزيرة تايميار، حيث اندمجوا في قبيلة واحدة تدعى «نغاناسان أفام». نظرًا لأن جماعة التافغ كانت أكبر جماعة سامودية وقت ذلك الاندماج، شكلت لهجتها أساس لغة نغاناسان الحالية. في أواخر القرن التاسع عشر، انتقلت أيضًا مجموعة من التونغوسيين تُدعى الفانيادير إلى شبه جزيرة تايميار الشرقية، حيث استوعبتهم قبيلة نغاناسان أفام، ما أدى إلى تشكيل القبيلة التي تُدعى اليوم نغاناسان فادييف. في القرن التاسع عشر، استوعب النغاناسانيون أيضًا جماعة من الدولغان، وهو شعب تركي عاش شرق النغاناسانيين، وشكل المتحدرون منه عشيرة تحمل اسمهم، ولا تزال إلى اليوم، رغم أنها سامودية كلغة، معروفة بكونها دولغانية الأصل.

### الاتصال بالروس
في بداية القرن السابع عشر، التقى النغاناسانيون بالروس للمرة الأولى، وبعد مقاومة، بدأوا في دفع الجزية للتسار على شكل فرو السمور، تحت نظام ضريبة الياساك، وذلك في عام 1618. تمركز جامعو الجزية في «مقر أفام الشتوي»، عند ملتقى نهري أفام وديودبتا، موقع مستوطنة أوست أفام في عصرنا الحالي. كثيرًا ما حاول النغاناسانيون تجنب دفع ضريبة الياساك من خلال تغيير الأسماء التي قدموها للروس. لم تكن العلاقات بين الروس والنغاناسانيين سلمية على الدوام. في عام 1666، كمن النغاناسانيون لجامعي ضريبة الياساك، وللجنود، والتجار، والمترجمين، وقتلوهم في ثلاث مناسبات مختلفة، وسرقوا فراء السمور إلى جانب ممتلكاتهم. خلال عام، قُتل ما مجموعه 35 رجلًا.
كان النغاناسانيون، على نحو ضئيل، على اتصال مباشر بالتجار، وعلى خلاف معظم السيبيريين الأصليين، لم يسبق أن جرى تعميدهم أو اتصل بهم المبشرون. كان بعض النغاناسانيين يتاجرون مباشرة مع الروس، في حين تاجر آخرون عبر الدولغانيين. عادة ما كانوا يستبدلون فرو السمور بالكحول والتبغ والشاي ومختلف الأدوات، وهي منتجات سرعان ما اندمجت في ثقافة النغاناسانين. كان المرض هو الشئ الآخر الذي جلبه النغاناسانيون من الروس. في ثلاثينيات القرن التاسع عشر، ومرة أخرى في الفترة منذ 1907 إلى 1908، اكتسح تفشي الجدري النغاناسانيين.

## الديانة
تُعد الديانة التقليدية لشعب نغاناسان هي ديانة أرواحية وشامانية، وقد ظلت، على نحو  نسبي، خالية من أي تأثير أجنبي بسبب العزلة الجغرافية لشعب نغاناسان حتى تاريخه الحديث.